# Ellguth Turawa

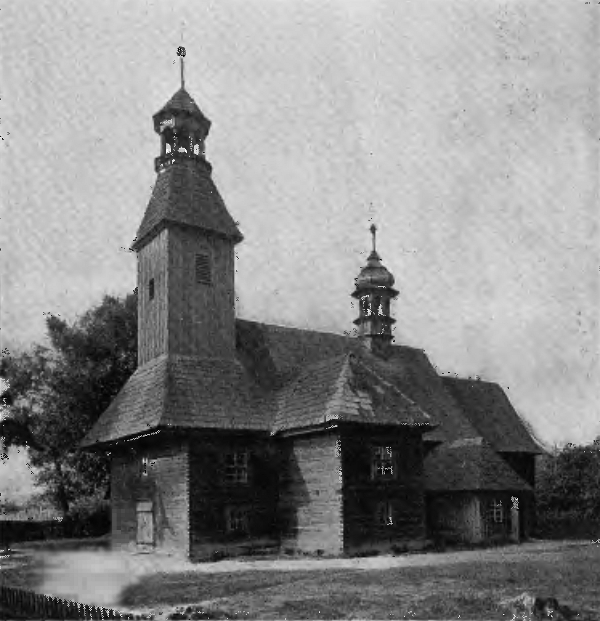
Die ehemalige Schrotholzkirche um 1929

Ellguth Turawa, polnisch Ligota Turawska ist eine Ortschaft in Oberschlesien. Ellguth Turawa liegt in der Gemeinde Turawa im Powiat Opolski (Landkreis Oppeln) in der polnischen Woiwodschaft Oppeln. Seit 2012 ist Ellguth Turawa offiziell zweisprachig (Polnisch und Deutsch).

## Geographie

### Geographische Lage
Ellguth Turawa liegt in der historischen Region Oberschlesien im Oppelner Land. Der Ort liegt 10 Kilometer nordöstlich vom Gemeindesitz Turawa und 24 Kilometer nordöstlich von der Kreisstadt und Woiwodschaftshauptstadt Opole. 
Der Ort liegt in der Nizina Śląska (Schlesischen Tiefebene) innerhalb der Równina Opolska (Oppelner Ebene). Durch den Ort verläuft die Woiwodschaftsstraßen Droga wojewódzka 463.

### Nachbarorte
Nachbarorte von Ellguth Turawa sind im Norden Bierdzan (Bierdzany), im Südosten Sacrau Turawa (Zakrzów Turawski) und im Süden Kadlub Turawa (Kadłub Turawski).

## Geschichte
Der Ort wurde 1463 erstmals urkundlich erwähnt. 1629 wurde die Schrotholzkirche erbaut. 1865 hatte der Ort 17 Bauernhöfe und 11 Gärtner- und 46 Häuslerstellen.
Nach dem Ersten Schlesischen Krieg 1742 fiel Ellguth Turawa mit dem größten Teil Schlesiens an Preußen.
Nach der Neuorganisation der Provinz Schlesien gehörte die Landgemeinde Ellguth Turawa ab 1816 zum Landkreis Oppeln im Regierungsbezirk Oppeln. 1845 bestanden im Dorf eine katholische Kirche, eine katholische Schule, ein Vorwerk, ein Pechofen sowie 77 Häuser. Im gleichen Jahr lebten in Ellguth Turawa 695 Menschen, davon 13 evangelisch und drei jüdisch. 1874 wurde der Amtsbezirk Bierdzan gegründet, welcher aus den Landgemeinden Bierdzan, Ellguth-Turawa, Kadlub-Turawa und Sackrau-Turawa und den Gutsbezirken Bierdzian, Ellguth-Turawa, Kadlub-Turawa und Sackrau-Turawa und der Colonie Sackrau-Turawa bestand.
Bei der Volksabstimmung in Oberschlesien am 20. März 1921 stimmten 316 Wahlberechtigte für einen Verbleib bei Deutschland und 307 für Polen. Ellguth-Turawa verblieb beim Deutschen Reich. Um 1930 wurde der Amtsbezirk Bierdzan aufgelöst und Ellguth Turawa wurde dem Amtsbezirk Turawa zugeordnet. 1933 lebten im Ort 1014 Einwohner. 1936 wurde die neue Kirche eingeweiht. 1939 hatte der Ort 1055 Einwohner. Bis 1945 befand sich der Ort im Landkreis Oppeln. Die Schrotholzkirche St. Katharina wurde 1945 beim Einmarsch der Roten Armee von dieser angezündet und verbrannte vollständig.
1945 kam der bisher deutsche Ort unter polnische Verwaltung und wurde in Ligota Turawska umbenannt und der Woiwodschaft Schlesien angeschlossen. 1950 kam der Ort zur Woiwodschaft Oppeln. 1999 kam der Ort zum wiedergegründeten Powiat Opolski. Am 8. März 2012 erhielt der Ort zusätzlich den amtlichen deutschen Ortsnamen Ellguth Turawa.

## Sehenswürdigkeiten und Denkmale
- Die röm.-kath. St.-Katharina-Kirche (poln. kościół św. Katarzyny Aleksandryjskiej) wurde am 19. Juli 1936 geweiht.[2] Neben der heutigen Kirche befand sich eine Schrotholzkirche aus dem Jahr 1629.
- Fachwerkhäuser in der ul. Osiedle
- Glockenkapelle

## Vereine
- Deutscher Freundschaftskreis
- Dorferneuerungsgruppe des Programms „Odnowa Wsi Opolskiej“
- Freiwillige Feuerwehr OSP Ligota Turawska
- Fußballverein LZS Ligota Turawska